# Șerban Dobrescu
Șerban Dobrescu (n. 1 decembrie 1934, București) este un cercetător științific român recunoscut pentru contribuții importante în fizica nucleară, atomică și a plasmei, în special legate de concepția și realizarea de aparatură și echipamente complexe necesare cercetărilor. De-a lungul a 60 de ani, activitățile sale științifice și tehnice, desfășurate pe platforma de fizică de la Măgurele (la început în IFA și după reorganizarea din 1977 în IFIN-HH), au vizat construirea și punerea la dispoziția fizicienilor de aparatură avansată de cercetare, precum și punerea in funcțiune, dezvoltarea și modernizarea celui mai mare accelerator de ioni din România, acceleratorul tandem de 9 milioane de volți din IFIN-HH. 

## Educație și carieră științifică
După absolvirea Liceului Cantemir din București, Șerban Dobrescu a urmat cursurile Universității Politehnice din București, Facultatea de Electrotehnică, căpătând în 1956 diploma de inginer. În 1979 a obținut titlul de doctor în fizică.
Activitatea sa profesională de cercetător științific a început în decembrie 1956 în cadrul Institutului de Fizică Atomică (IFA) de la Măgurele (lângă București), care fusese înființat cu câteva luni în urmă. În perioada 1957-1972 a activat în cadrul unui laborator de cercetare de pe lângă reactorul nuclear de cercetare (de tip VVR-S) pus în funcțiune în 1956. Acest laborator a avut ca primă sarcină dotarea cu aparatură specifică cercetărilor experimentale cu fascicule de neutroni.
În acest context, prima realizare a lui Șerban Dobrescu a fost un spectrometru de neutroni rapizi cu timp de zbor (de tip chopper) cu elemente de originalitate, care a fost instalat și pus în funcțiune la reactor în 1960. Acest aparat de selectare a neutronilor după energie a fost utilizat timp de 20 ani în cercetări asupra secțiunilor eficace neutronice la un canal orizontal al reactorului nuclear din IFA. 
O altă aparatură importantă concepută în mod original de Șerban Dobrescu, și finalizată în 1964, a fost instalația de corelații unghiulare pentru studiul dezintegrării neutronilor liberi polarizați. În continuare, Șerban Dobrescu a proiectat și construit un detector pentru măsurători absolute de activități ale surselor radioactive care emit radiații beta și gama. Acest detector a fost dat în funcțiune în 1968, fiind realizat pe baza unui contract cu Agenția Internațională pentru Energie Atomică (AIEA) de la Viena. 

## Contribuții la acceleratorul de ioni tandem
În perioada 1971-1973, Șerban Dobrescu a condus echipa de cercetători, ingineri și tehnicieni care a instalat și pus în funcțiune acceleratorul de ioni de tip electrostatic Van de Graaff tandem de 9 MV al Institutului de Fizică Atomică (IFA). În continuare, până în 1984, a fost la conducerea acestui grup care avea ca sarcină operarea, întreținerea și dezvoltarea acceleratorului. Între 1977-1979 a condus lucrările de reparare și repunere în funcțiune a acceleratorului tandem grav deteriorat de cutremurul devastator din martie 1977.  
În paralel cu activitățile legate de construcția si funcționarea acceleratorului tandem, în perioada 1970-1980 Șerban Dobrescu a conceput, proiectat și realizat o instalație deosebit de complexă: o țintă de protoni polarizați pentru studiile de fizică nucleară la acceleratorul tandem, care a constituit și o parte a tezei sale de doctorat. In vederea acestei realizări, a beneficiat în 1970 de o bursă de 6 luni acordată de AIEA-Viena la Centrul de Cercetări Nucleare Saclay din Franța.
În 2001 a revenit la conducerea grupului de la acceleratorul tandem având ca sarcină principală modernizarea și dezvoltarea acceleratorului, activitate care a continuat până în 2010. Ca urmare a acestor lucrări, a fost mărită siguranța în funcționare a acceleratorului, a introdus un sistem care permite pulsarea fasciculului accelerat de ioni și a fost diversificată mult gama de ioni accelerați precum și calitatea acestor fascicule.  Toate acestea au atras multe cereri de colaborări cu fizicieni din laboratoare de prestigiu din lume în vederea unor experimente în comun de fizică nucleară la tandemul de la IFIN-HH. 

## Cercetări științifice asupra surselor de ioni
Șerban Dobrescu a contribuit și la dezvoltarea surselor de ioni folosite în cercetările structurii nucleelor atomice și în știința materialelor. În perioada 1981-1983 a construit un injector de ioni grei negativi pe baza unei surse cu pulverizare catodică („sputtering”) pentru acceleratorul tandem, care a fost instalat și este utilizat până în prezent. Acest injector permite accelerarea unei game variate de ioni care acoperă o mare parte din tabelul periodic al elementelor.  
În perioada 1994-2002 Șerban Dobrescu a construit în cadrul Departamentului de Fizică Nucleară din IFIN-HH o sursă de ioni de tip ECR (Electron Cyclotron Resonance) de 14 GHz (RECRIS) pentru producerea de fascicule de ioni cu stări înalte de ionizare utilizabilă în cercetări de fizică atomică. Această instalație complexă a fost realizată în cadrul unei colaborări științifice cu Institutul de Fizică Nucleară (Institut für Kernphysik - IKF) de la Universitatea Johann Wolfgang Goethe din Frankfurt pe Main, Germania.
Totodată a inițiat împreună cu un coleg (Dr. Leon Schachter) o colaborare de lungă durată, care a continuat până în 2014, cu grupul unui fizician (Dr. Kurt Stiebing) din cadrul  Institutului de Fizică Nucleară din Frankfurt pe Main pentru cercetări având ca obiectiv studiul funcționării surselor de ioni ECR. Aceste cercetări au urmărit creșterea performanțelor surselor de ioni ECR în ceea ce privește intensitatea fasciculelor de ioni cu stări foarte înalte de ionizare prin utilizarea unui material cu emisie mare de electroni secundari. Rezultatele acestor cercetări s-au concretizat într-un mare număr de lucrări publicate în reviste științifice internaționale sau comunicate la conferințe științifice internaționale. De menționat că fasciculele de ioni cu stări înalte de ionizare produse de sursele ECR sunt utilizate în cercetări de fizică atomică și în diferite aplicații iar în multe laboratoare din lume aceste fascicule sunt injectate în acceleratoare mari de particule în vederea unor cercetări de structură a nucleelor atomice și în știința materialelor. Colaborări științifice în domeniul perfecționării surselor de ioni ECR, Șerban Dobrescu a mai avut și cu institute de cercetare din Olanda, Italia și Franța.

## Publicații științifice
Rezultatele cercetărilor efectuate de Șerban Dobrescu s-au concretizat și prin peste 80 de lucrări publicate în reviste științifice românești și internaționale din Europa și Statele Unite ale Americii sau comunicări la numeroase reuniuni științifice naționale și internaționale. Printre acestea, articolele despre acceleratorul tandem includ inovații care au crescut stabilitatea energiei fasciculului de ioni, realizarea unui sistem antiseismic original pentru a feri acceleratorul de deteriorare în caz de cutremur puternic, precum și diverse alte îmbunătățiri și dezvoltări tehnice. Articolele sale științifice în domeniul fizicii plasmei au contribuit la construcția și perfecționarea surselor de ioni. Acestea includ diverse metode noi pentru producerea de ioni cu sarcini electrice foarte mari, precum și inovații în designul surselor de ioni. O listă a principalelor articole apărute după 1986 având ca autor pe Șerban Dobrescu poate fi consultată în baza de date Researchgate.

## Activități de management
În perioada 1997-1998 Șerban Dobrescu a ocupat funcția de director tehnic al Institutului Național de Fizică și Inginerie Nucleară „Horia Hulubei” (IFIN-HH) iar în perioada 1995-2007 a fost vicepreședinte al Comisiei de Fizică din cadrul Colegiului Consultativ Arhivat în 25 ianuarie 2022, la Wayback Machine. pentru Cercetare Științifică și Dezvoltare Tehnologică de pe lângă Ministerul Cercetării, ambele funcții îndeplinindu-le cu succes fără a-și întrerupe activitatea de cercetare științifică.